# Musée national des Monuments Français

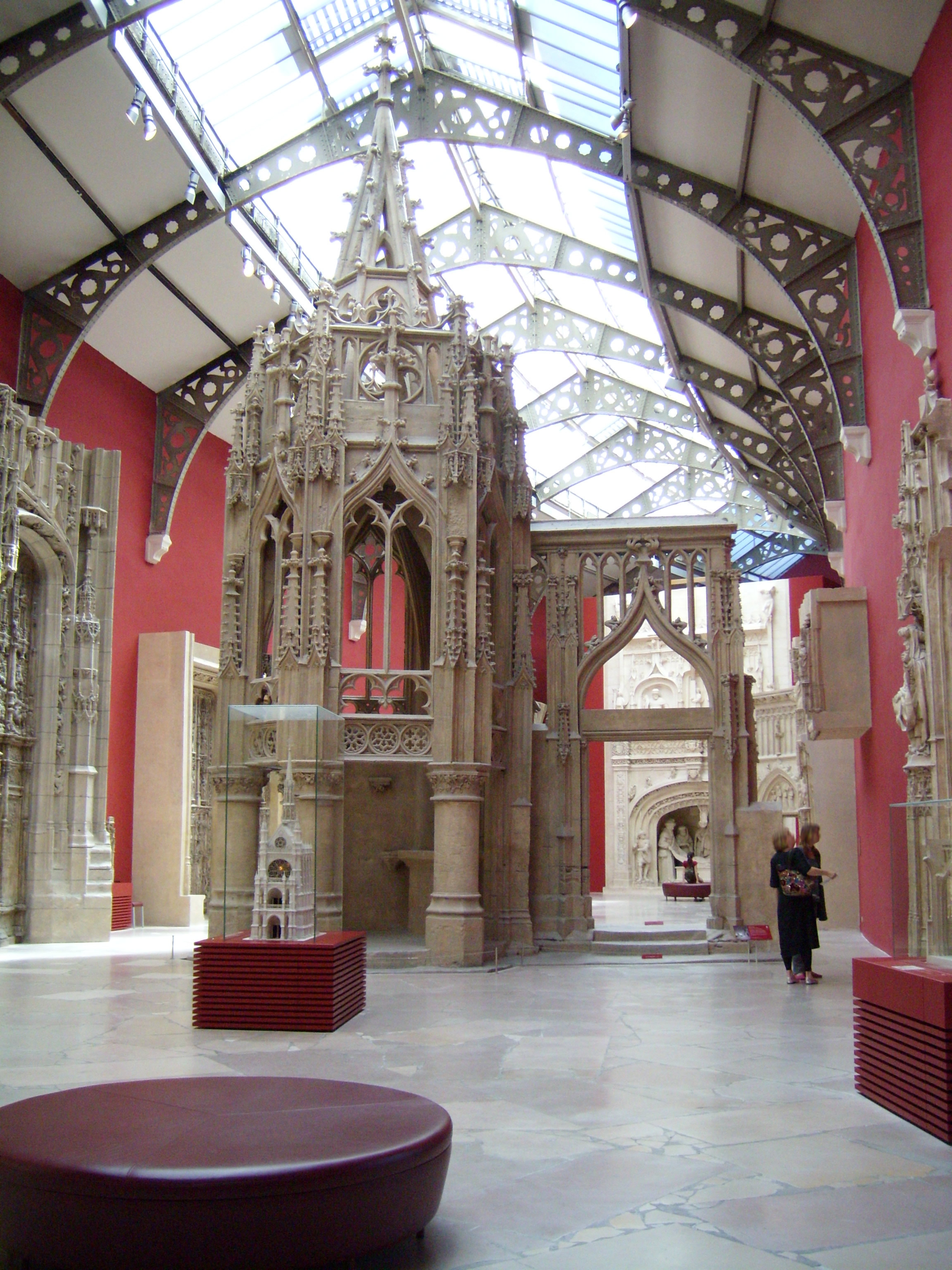
Galerie des Moulages

Musée des monuments français (Bảo tàng công trình Pháp) là một bảo tàng ở Paris. Do nhà khảo cổ học Alexandre Lenoir thành lập vào năm 1795, dưới thời kỳ cách mạng, Musée des monuments français lưu giữ những thành phần kiến trúc của các công trình bị phá hủy.
Năm 1816, bảo tàng đóng cửa và tới năm 1879 lại được kiến trúc sư Eugène Viollet-le-Duc thành lập lại. Trụ sở của bảo tàng đã nhiều lần thay đổi, từ Trường mỹ thuật quốc gia, Louvre, Palais du Trocadéro cũ và ngày nay ở Palais de Chaillot.